# Max Reger
Johann Baptist Joseph Maximilian "Max" Reger (Brand, Alto Palatinado, 19 de março de 1873 — Leipzig, 11 de maio de 1916) mais conhecido conhecido como Max Reger, foi um compositor, pianista, organista, maestro e acadêmico alemão. Ele trabalhou como pianista de concerto, como diretor musical na Igreja da Universidade de Leipzig, como professor no Escola Superior de música e arte dramática Felix Mendelssohn Bartholdy, e como diretor de música na corte do Jorge II, Duque de Saxe-Meiningen.
Suas composições prolongaram o movimento romântico até o século XX. Reger foi aluno de Hugo Riemann e posteriormente ensinou na Universidade de Leipzig. A partir de 1911, ocupa o cargo de diretor musical da Orquestra da Corte de Meiningen. Compôs variações e fuga sobre um tema de Mozart, para orquestra, que é a sua obra mais conhecida. É autor também de obras para órgão, música de câmara, canções, obras para corais, um concerto para piano e orquestra, um concerto para violino e muitas peças para piano.